# Kaho Minami
Kaho Minami (南 果歩 Minami Kaho?, nacida el 20 de enero de 1964) es una actriz japonesa de ascendencia coreana activa en cine, televisión y comerciales.

## Carrera
Minami protagonizó Angel Dust de Gakuryu Ishii. También ha aparecido en películas como Infection de Masayuki Ochiai, Go Seigen: Kiwami no Kifu de Tian Zhuangzhuang, y Kaitanshi Jokei de Kazuyoshi Kumakiri.

## Vida personal
Estuvo casada con el actor Ken Watanabe desde el 3 de diciembre de 2005. Además de los dos hijos con Watanabe, ella también tiene un hijo de su esposo anterior, Hitonari Tsuji, de quien se divorció en 2000. El 17 de mayo de 2018, su agencia anunció que se había divorciado de Watanabe.

## Filmografía

### Películas
- Ruby Fruit (1985) - Maiko
- Hyōryū Kyōshitsu (1987)
- Tomorrow (1988)
- Teito Taisen (1989)
- Angel Dust (1994)
- Open House (1997)
- J Horror Theater (2001)
- Godzilla, Mothra, King Ghidorah: Daikaijū Sōkōgeki (2001)
- Warau Kaeru (2002)
- Infection (2004) - Enfermera principal[4]
- La Gran Guerra Yokai (The Great Yokai War) (2005)
- Yoru no Picnic (2006)
- Go Seigen: Kiwami no Kifu (2006)
- Gegege no Nyoubou (2010)
- Kaitanshi Jokei (2010)
- Hankyū Densha (2011) - Yasue Ito
- Gene Waltz (2011)
- Kazoku X (2011)
- Waga haha no ki (2012)
- Kabukicho Love Hotel (2014)[10]
- Masterless  (2015)
- Hikari (2017)
- Oh Lucy! (2017)
- 21 Seiki no Onnanoko (2019)
- Blue Hour ni Buttobasu (2019)

### Televisión
- Sannen B Gumi Kinpachi Sensei (1985–1987)
- Tobu ga Gotoku (1990), Suga
- Genroku Ryōran (1999)
- Specialist (2016)[11]
- Kirin ga Kuru (2020), Miyoshino
- Pachinko (2022), Etsuko